# Raiden (divinité)
Pour les articles homonymes, voir Raiden.
Raiden (雷電) ou Raijin (雷神) est le dieu du tonnerre et des éclairs de la mythologie japonaise. Son nom vient du mot japonais rai (雷, « tonnerre ») et den (電, « éclair ») ou jin (神, « dieu »).

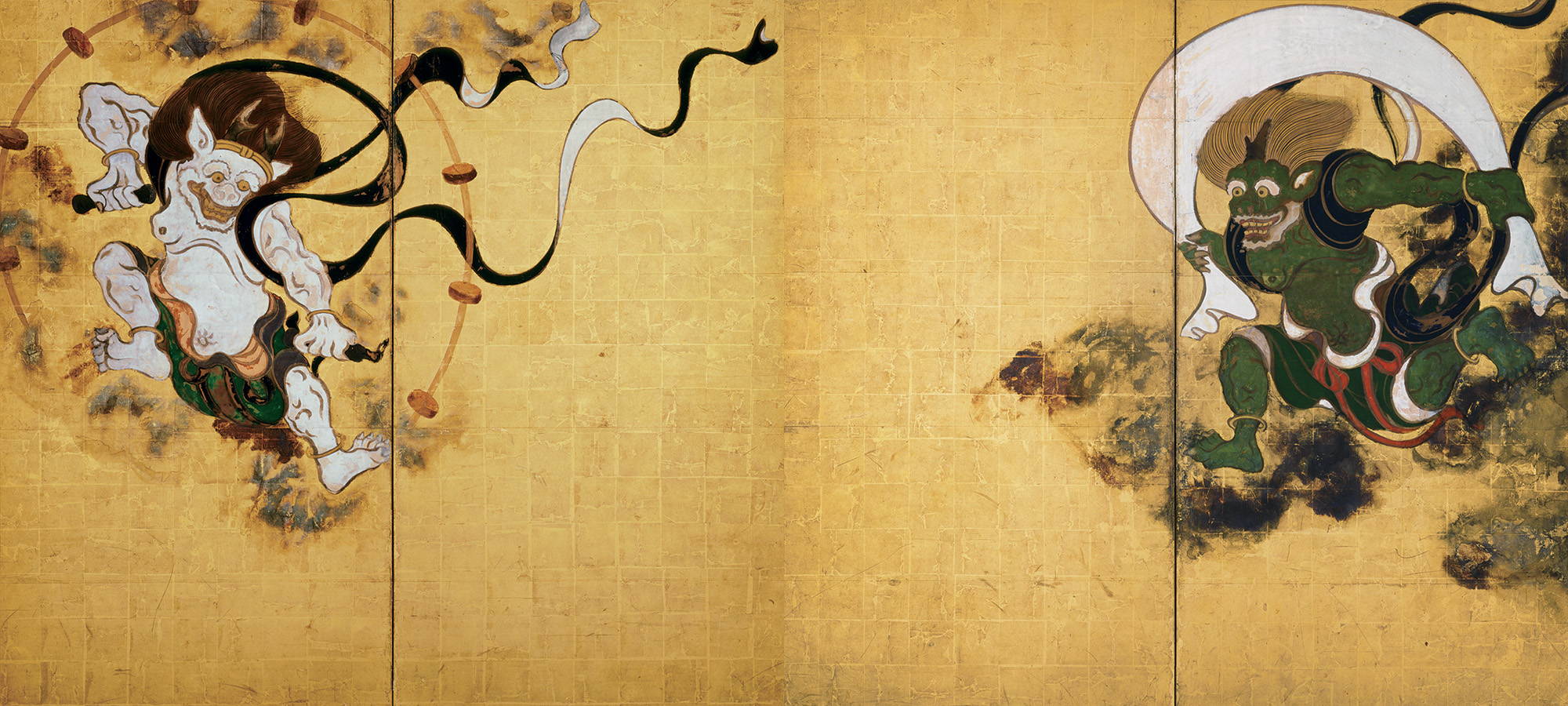
Raijin peint avec Fūjin.
Tawaraya Sōtatsu, XVIIe siècle.

Il est souvent décrit comme un démon frappant des tambours pour créer le tonnerre. Selon la tradition, c'est Raiden qui serait à l'origine de la faillite de la tentative d'invasion mongole du Japon en 1274 alors qu'il créa Kamikaze, le typhon qui arrêta l'avancée mongole. Il est le compagnon de Raijū l' « animal tonnerre ».
Il est souvent représenté dans les arts japonais en compagnie du démon Fūjin.

## Dans la culture
- Yūsha Raideen (1975) est le nom d'un super robot (supa-robotto) de la série de même nom, produite par Tohoku Shinsha. Il est reconnaissable à sa tête de pharaon, et est disponible en figurine die-cast chez Bandai dans la collection Soul of Chogokin. Deux suites ont été produites en 1996 et 2007.
- L'épisode 11 dans Le Secret du sable bleu (2002), le Raijin est le nom d'un vaisseau qui s'est échoué sur le haut d'une falaise.
- Raiden entre dans la culture occidentale avec le jeu de combat Mortal Kombat et dans les films mortal kombat 1 incarné par l'acteur Christophe Lambert et mortal kombat 2 incarné par l'acteur James Remar, dans lequel il y a un personnage éponyme. Ce dernier est néanmoins davantage fidèle au personnage du film Big Trouble in Little China.
- Raiden est un personnage récurrent des jeux de combat de la société SNK. Il est apparu dans le premier opus de la série Fatal Fury. Il apparaît aussi dans la série The King of Fighters. Il se présente sous la forme d'un catcheur.
- Raiden est un personnage de jeu vidéo de la série Metal Gear.
- Dans le jeu Final Fantasy 6, Raiden est le nom d'une puissante invocation. Dans Final Fantasy 8, Raijin et Fujin sont les deux comparses du maléfique Seifer.
- Dans le manga One Piece, Ener, qui a mangé le fruit du démon de la foudre, ressemble à Raiden, il possède quatre tambours dans son dos reliés par un arc de cerle, et il prend une posture de ce même dieu dans un combat du manga. Un autre personnage nommé Raijin, un ninja, avec son apparence apparaît également dans le pays de Wa.
- Dans le jeu vidéo Pokémon, Fulguris est inspiré de Raiden. D'ailleurs il est de type électrique.
- Dans la licence Digimon, deux Digimons se nomment Raijinmon et Raidenmon.
- Dans le MOBA Smite, sorti au début de 2016, Raijin est le second dieu du panthéon japonais.
- L'un des boss de Muramasa: The Demon Blade est une version féminine de Raijin.
- Dans la BD Les Mythics, Yuko, l'une des protagonistes, est la descendante de Raijin.
- Dans le jeu vidéo Mega Man 7, le Robot Master Cloud Man est basé sur Raijin
- Dans le jeu vidéo Mighty No. 9, Mighty Number 3 "Dynatron" est basé sur Raijin.
- Dans Naruto, Naruto et Sasuke représente la rivalité de Raijin et Fūjin. Sasuke représente Raijin et Naruto représente Fūjin
- Dans le jeu Monster Hunter Rise , le Dragon Ancien nommé Narwa serpent tonnerre est basé sur Raiden (son armure est une représentation de Raiden)
- Dans le manga Fairy Tail, une des nombreuses unités de la guilde se nomme unité raijin.
- Dans le jeu vidéo Honkai Impact 3rd,où Raiden Mei est l'une des premières valkyries jouables.Son design repris plus tard par Genshin Impact,également créé par Mihoyo inspirera le design de la Shogun Raiden
- Dans le jeu vidéo Genshin Impact, Shogun Raiden
- Dans Inazuma Eleven Arès et Inazuma Eleven Orion, Mark Evans maîtrise une technique nommée "Fujin, Raijin, Ghost", faisant référence pour les deux premiers noms aux dieux du vent et du tonnerre japonais
- Dans la saison 2, episode 7 de l'anime Valkyrie Apocalypse , Raisen combat la divinité hindou Shiva pour sauver l'humanité
- Dans le jeu vidéo Spectrobes et Spectrobes: Les portes de la galaxie, le spectrobe nommé Thundora est inspiré de Raïjin. Il forme un duo avec le spectrobe Windora, inspiré, lui, de Fujin.